# Nogónnúr járás
A Nogónnúr járás (mongol nyelven: Ногооннуур сум) Mongólia Bajan-Ölgij tartományának egyik járása. 1952-ben hozták létre.
Székhelye, Nogónnúr (Ногооннуур) 150 km-re északra fekszik Ölgij tartományi székhelytől.
A tartomány északkeleti, Oroszországgal határos részén helyezkedik el. Keleti határán terül el az Acsit-tó (melynek keleti része Uvsz tartományhoz tartozik), a két tartomány határfolyója pedig a tóba ömlő Böhmörön (Бөхмөрөн vagy  Батмурун).